# Slovénie au Concours Eurovision de la chanson 2010
La Slovénie a participé au Concours Eurovision de la chanson 2010.

## Demi-finale
| #  | Interprète(s)                    | Chanson               | Télévoting | Place |
| -- | -------------------------------- | --------------------- | ---------- | ----- |
| 1  | Sara Kobold                      | "Od tod do večnosti"  | 549        | 8     |
| 2  | Brigita Šuler                    | "Para me"             | 618        | 7     |
| 3  | Nina Pušlar                      | "Dež"                 | 966        | 4     |
| 4  | Langa                            | "Roko mi daj"         | 2 034      | 2     |
| 5  | Saša Zamernik                    | "Živim za zdaj"       | 454        | 11    |
| 6  | Ylenia Zobec                     | "Priznam"             | 477        | 10    |
| 7  | Vaso & D Plejbeks                | "Gremo na EMO"        | 208        | 13    |
| 8  | Martina Šraj                     | "Dovolj ljubezni"     | 773        | 6     |
| 9  | Marko Vozelj                     | "Moj si zrak"         | 924        | 5     |
| 10 | Petra Pečovnik                   | "Iz navade"           | 179        | 14    |
| 11 | Martina Feri & Tomaž Nedoh       | "Le en dan"           | 275        | 12    |
| 12 | Zadnji Taxi                      | "Franjo"              | 515        | 9     |
| 13 | Manca Špik                       | "Tukaj sem doma"      | 1 446      | 3     |
| 14 | Ansambel Roka Žlindre & Kalamari | "Narodnozabavni rock" | 6 745      | 1     |

## Finale
| #  | Interprète(s)                    | Chanson               | Télévoting | Place |
| -- | -------------------------------- | --------------------- | ---------- | ----- |
| 1  | Marko Vozelj                     | "Moj si zrak"         | 1 597      | 6     |
| 2  | Nuša Derenda                     | "Sanjajva"            | 1 040      | 9     |
| 3  | Langa                            | "Roko mi daj"         | 3 462      | 3     |
| 4  | Tangels                          | "Kaj in kam"          | 444        | 12    |
| 5  | Brigita Šuler                    | "Para me"             | 1 244      | 8     |
| 6  | Anastazija Juvan                 | "Nežna"               | 273        | 14    |
| 7  | Manca Špik                       | "Tukaj sem doma"      | 2 264      | 4     |
| 8  | Hamo & Gal                       | "Črni konji čez nebo" | 1 918      | 5     |
| 9  | Martina Šraj                     | "Dovolj ljubezni"     | 1 479      | 7     |
| 10 | Stereotipi                       | "Daj mi en znak"      | 298        | 13    |
| 11 | Nina Pušlar                      | "Dež"                 | 3 527      | 2     |
| 12 | Vlado Pilja                      | "Tudi fantje jočejo"  | 513        | 11    |
| 13 | Ansambel Roka Žlindre & Kalamari | Narodnozabavni rock   | 15 907     | 1     |
| 14 | Lea Sirk                         | "Vampir je moj poet"  | 751        | 10    |